# Jelizaveta Fjodorovna Romanova orosz nagyhercegné
„Szent” Jelizaveta Fjodorovna orosz nagyhercegné, született Erzsébet hessen–darmstadti hercegnő, hivatalosan Erzsébet hesseni hercegnő (németül: Prinzessin Elisabeth von Hessen und bei Rhein, oroszul: Великая Kняжна Елизавета Фëдоровна Романова, teljes nevén Elisabeth Alexandra Luise Alice; Darmstadt, 1864. november 1. – Alapajevszk, 1918. július 18.) hessen–darmstadti hercegnő, házassága révén orosz nagyhercegné, „Jelizaveta apátnő” néven apáca, 1918-ban kivégezték a bolsevikok.

## Élete

### Származása és gyermekkora
Erzsébet hercegnő 1864-ben született a németországi Bessungen városában IV. Lajos hesseni nagyherceg és Aliz brit királyi hercegnő második leányaként az öt közül. Édesanyja révén egyike volt Viktória brit királynő számos unokáinak. Keresztnevét, az Erzsébetet édesanyjától kapta Árpád-házi Szent Erzsébet magyar királyi hercegnő, a Hesseni-ház egyik ősanyja után. A családban az „Ella” becenéven szólították.
Erzsébet hercegnőt és testvéreit szigorú és nagyon vallásos udvarban nevelték fel, amelyen egyértelműen érződött a nagymama, Viktória királynő elveinek hatása. Aliz nagyhercegné a porosz–osztrák–olasz háború alatt magával vitte két legidősebb leányát a katonai kórházakba tett látogatásai alkalmával; a hercegnők már kis koruktól kezdve részt vettek az édesanyjuk által szervezett jótékonysági rendezvények legtöbbjén.
A hercegnő tizennégy éves korában, 1878-ban diftériajárvány tört ki Darmstadtban, amelyben a nagyhercegi család több tagja is megbetegedett. Erzsébet hercegnő ekkor éppen apai nagyszülőinél tartózkodott, így ő volt az egyetlen, aki nem kapta meg a kórt. Szomorú eseményre kellett azonban hazatérnie: édesanyjuk és a család legkisebb leánya, az alig négyéves Mária hercegnő belehaltak a betegségbe. Édesanyjuk halála után Viktória királynő magához vette a fiatalabb gyermekeket, akik így Angliában nevelkedtek. Erzsébet hercegnő azonban nem tartott velük, ő nagynénje, Erzsébet porosz hercegné gyámsága alá került.

### Házassága és családja

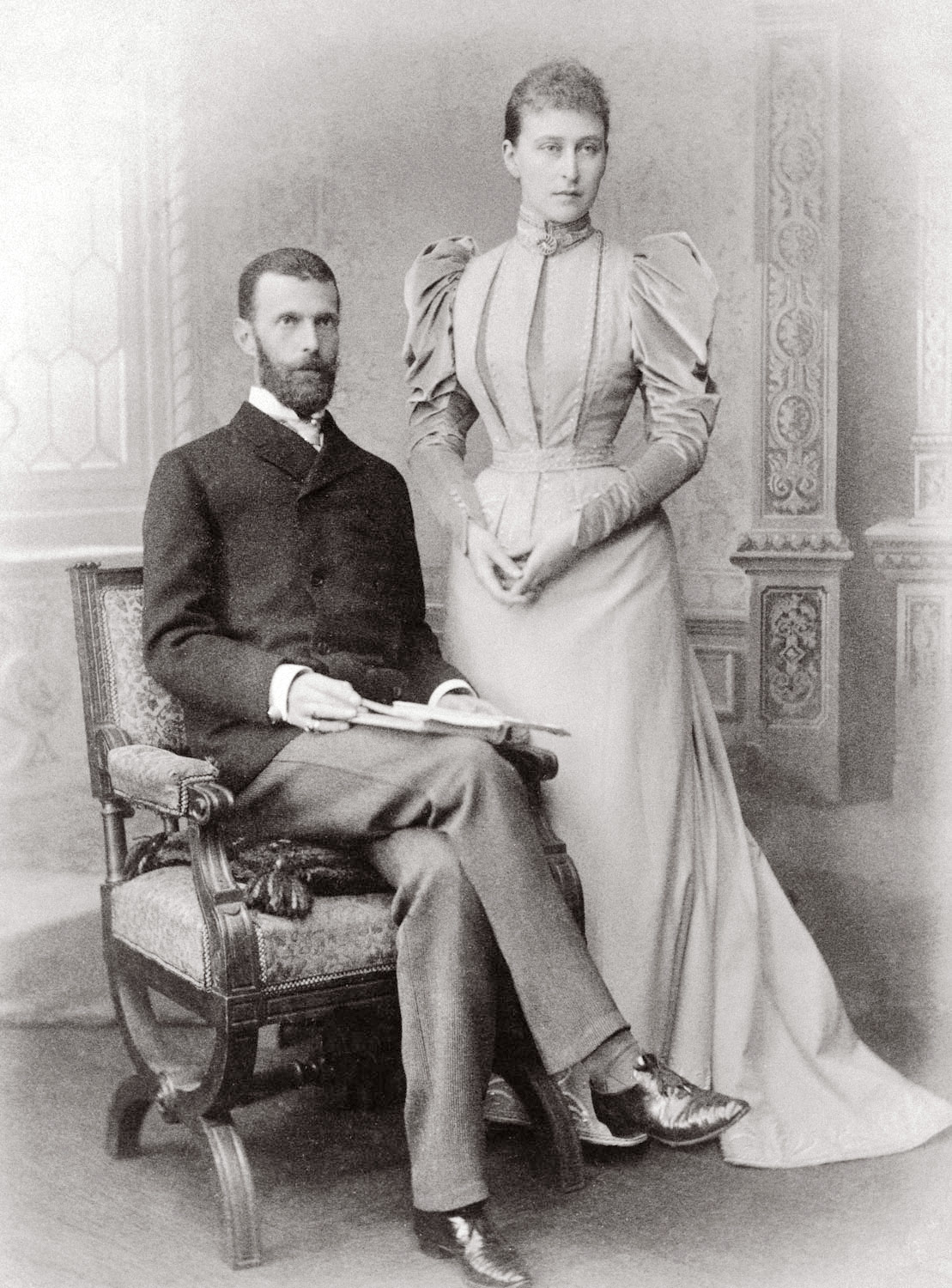
Jelizaveta Fjodorovna és Szergej Alekszandrovics

Erzsébet hercegnőt a kor egyik legszebb hölgyeként tartották számon. Kezéért sokan versenyeztek, többek között a későbbi II. Vilmos német császár. Az akkor trónörökösi rangot viselő Vilmos a bonni egyetem hallgatójaként rendszeres látogatója volt nagynénjének; a látogatások alkalmával pedig beleszeretett Erzsébet hercegnőbe. Szerelmes verseket írt hozzá, a hercegnő viszont nem mutatott érdeklődést iránta, így a trónörökös egy idő után felhagyott az udvarlással. Vilmos porosz és német trónörökös mellett a másik legbefolyásosabb kérő Frigyes badeni trónörökös volt, akit Viktória királynő is támogatott. A hercegnő azonban mind Frigyes hercegnek, mind Lord Charles Montagunak, a manchesteri herceg fiának kosarat adott.
A hercegnő választottja távoli unokatestvére, Szergej Alekszandrovics orosz nagyherceg volt. Szergej nagyherceg II. Sándor orosz cár és Mária hesseni hercegnő, Erzsébet apai rokona utolsó előtti gyermekeként született. Az Oroszországban „Marija Alekszandrovna” néven élő Mária hesseni hercegnő gyakori vendége volt a hesseni udvarnak, látogatásai általában magával vitte kisebb fiait, Szergej és Pavel nagyhercegeket is. Erzsébet hercegnő ilyenformán gyermekkorától kezdve ismerte Szergej Alekszandrovicsot; és felnőtté válva érzelmei elmélyültek irányába. A nagyherceg ugyancsak nem volt közömbös Erzsébet irányába, azonban mindkét fél családja részéről hosszabb viták és bizonytalanság előzte meg a házassági terv elfogadását, mely elsősorban a feszült orosz–brit viszonyra vezethető vissza. Viktória királynő ugyanis majdhogynem döntő szóval bírt unokái sorsának elrendezésében, és a királynő köztudottan nem kedvelte az oroszokat. Maga Erzsébet hercegnő 1883-ban, egy hosszabb családi összejövetelt követően fogadta el Szergej nagyherceg leánykérését. Az eljegyzést 1884. február 26-án jelentették be hivatalosan, mikor a nagyherceg Darmstadtba látogatott.
Erzsébet hercegnő a cári család elvárásaitól nem tért át azonnal az ortodox kereszténységre, ezt a lépést csak 1891. április 12-én tette meg. A hercegnő Oroszországban a „Jelizaveta Fjodorovna” nevet választotta magának. A pár 1883. június 15-én kelt egybe Szentpétervárott. Mézesheteiket Szergej nagyherceg iljinszkojei birtokán töltötték el. A házaspár a fővárosban alakított ki magának otthont, miután Szergej Alekszandrovics megvásárolta a Szergejszkij-palota névre átkeresztelt Beloszelszkij-Belozelszkij-rezidenciát.

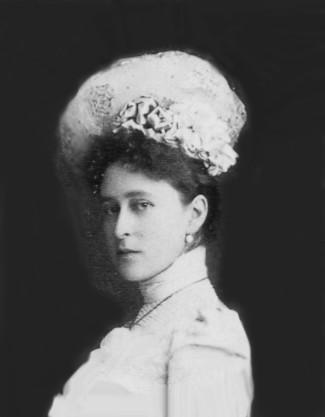
Jelizaveta Fjodorovna mint asszony

IV. Lajos hesseni nagyherceg ezekkel a szavakkal adta beleegyezését Szergej Alekszandrovics és leánya házasságába: „Úgy vélem, hogy [Szergej] kedves, kellemes modorú, és biztos vagyok benne, hogy boldoggá fogja tenni a lányomat”. Annak ellenére, hogy magánlevelezéseik egy boldog, harmonikus házasságot mutatnak, elsősorban Alekszandr Mihajlovics nagyherceg rosszmájú emlékiratainak hatására sokan úgy vélték, hogy Jelizaveta Fjodorovna és Szergej Alekszandrovics házassága kínszenvedés volt, elsősorban a nagyhercegné számára. Ezt maga Jelizaveta Fjodorovna is megcáfolta: „Szergej olyan ember, akivel minél többet van együtt az ember, annál jobban megszereti”. Egyes pletykák szerint a nagyherceg homoszexuális volt, ezt azonban nem erősíti meg semmilyen bizonyíték, ráadásul mély vallásossága is ez ellen szól.
A nagyhercegi pár legnagyobb gondja az volt, hogy nem születhetett gyermekük: „Szegény Szergej és Ella, egész életükre megtagadták tőlük ezt a csodálatos áldást”. 1902-ben, mikor Szergej Alekszandrovics öccsét, Pavel Alekszandrovicsot száműzték Oroszországból második, morganatikus házassága miatt, a házaspár örömmel vállalták el a nagyherceg két gyermekének gyámságát. Marija Pavlovna nagyhercegnő és Dmitrij Pavlovics nagyherceg életük végéig szüleikként gondoltak gyámjaikra, és még akkor is az ő gyermekeiknek tekintették magukat, mikor Pavel Alekszandrovics visszatért Oroszországba.

### Özvegysége és az apácarend megalapítása

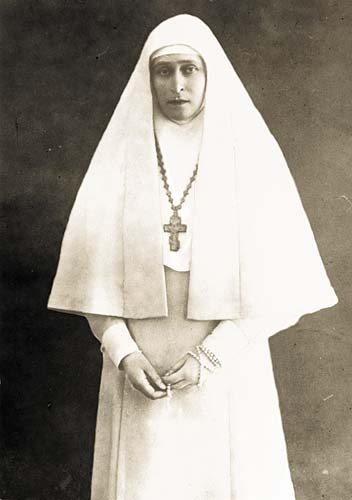
Jelizaveta apátnő a rend egyenruhájában (1910 körül)

Szergej Alekszandrovics nagyherceg 1891-től 1904-ig Moszkva kormányzó tábornokaként nem tett szert túl nagy népszerűségre. Még a családon belül is azzal vádolták, hogy túl kegyetlenül és erőszakosan lépett fel a városban, nem volt hajlandó engedményeket tenni. Családját a biztonság kedvéért beköltöztette a Kremlbe, de ő az állandósult fenyegetések ellenére is rendszeresen átkelt a városon. 1905. február 17-én, amint hintójával a Kreml felé közeledett, bombát dobtak rá és azonnal végeztek vele. A nagyhercegné is hallotta a robbanást: azonnal a helyszínre sietett, és segédkezett férje maradványainak összegyűjtésében. Három nappal Szergej nagyherceg halálát követően az özvegy nagyhercegné meglátogatta férje gyilkosát a börtönben, „mivel tudta, hogy Szergej is azt akarná, hogy adjon esélyt a férfinak a bűnbocsánatra”.
Jelizaveta Fjodorovna hitvese halála után elajándékozta tekintélyes ékszergyűjteményét, beleértve jegygyűrűjét is. Már a moszkvai katonai főkormányzó feleségeként is szervezett jótékonysági akciókat, de férje eltávozta után elhatározta, hogy hátralevő életét a szegényeknek szenteli. Nagy összegeket adományozott a moszkvai árvák segélyezésére, emellett az egyházi élet alapos tanulmányozása után egy új rendházat kívánt nyitni. Az orosz ortodox egyház tanácsa nem értett egyet az alapítandó apácarend életvitelével, szabályzatával, melyek az ortodox egyházban újnak, szokatlannak hatottak. Sokan azzal vádolták a nagyhercegnét, hogy a szabályzatot szándékosan itatták át protestáns eszmék és vonások, így például az egyszerű fehér, könnyű egyenruha. Az egyházi vezetőség csak II. Miklós cár közbenjárására bólintottak rá a rend megalapítására. A Márta és Mária rend (oroszul: Марфо-Мариинская обитель) 1909. február 10-én kezdte meg működését Jelizaveta nagyhercegné vezetésével. A kolostor épületéhez tartozott kórház is, ahol a nővérek ingyenes ellátást nyújtottak mindenkinek; a rend feladatai közé tartozott a szegények és a gyermekek segítése. Jelizaveta Fjodorovna kérésére a nővéreknek egy-egy évre haza kellett térniük a családjukhoz, hogy „felfrissüljenek” a szolgálat után.
Mikor letette nővéri fogadalmát, Jelizaveta Fjodorovna minden vagyonát a gyámsága alatt álló Dmitrij Pavlovicsra hagyta. A nagyhercegné és gyámleánya, Marija Pavlovna viszonya évekkel korábban megromlott, mivel Marija Pavlovna házassága lépett egy svéd herceggel, és a nagyhercegnő Jelizaveta Fjodorovnát hibáztatta boldogtalanra sikeredett házasságáért. Marija Pavlovna és Jelizaveta nagyhercegné csak az 1910-es években békültek ki, rendszeres levelezésbe kezdtek.

### A forradalom és halála
1917-ben II. Miklós cárt lemondatták, a cári család házi őrizetbe került. Jelizaveta Fjodorovna húgát, Alekszandra Fjodorovna cárnét a Carszkoje Szeló-i Alekszandr-palotában tartották fogva, ettől eltekintve a nővérek tudták tartani a kapcsolatot. A cári rendszer megszűnése majdnem fél évig nem érintette a nagyhercegné kolostorát, erre csak a bolsevikok novemberi hatalomra kerülését követően került sor. A Cseka, a szovjet titkosrendőrség ekkor őrizetbe vette Jelizaveta nagyhercegnét és egyik rendtársnőjét, Varvara Jakovlevát. Permbe szállították őket, majd az uráli Jekatyerinburgba, ahol több családtagot is fogságban tartottak. Itt raboskodott a cár és családja, azonban őket különösen szigorú védelem alatt tartották. Jelizaveta nagyhercegné és Varvara nővér Szergej Mihajlovics nagyherceg, Ivan Konsztantyinovics, Konsztantyin Konsztantyinovics és Igor Konsztantyinovics cári hercegekhez, valamint Vlagyimir Pavlovics Palej herceg és Szergej Mihajlovics szárnysegédje, Fjodor Remez társaságába kerültek. 1918. május 20-án a csoportot vonattal Alapajevszk városába vitték, ahol a helyi iskola foglyaivá váltak.

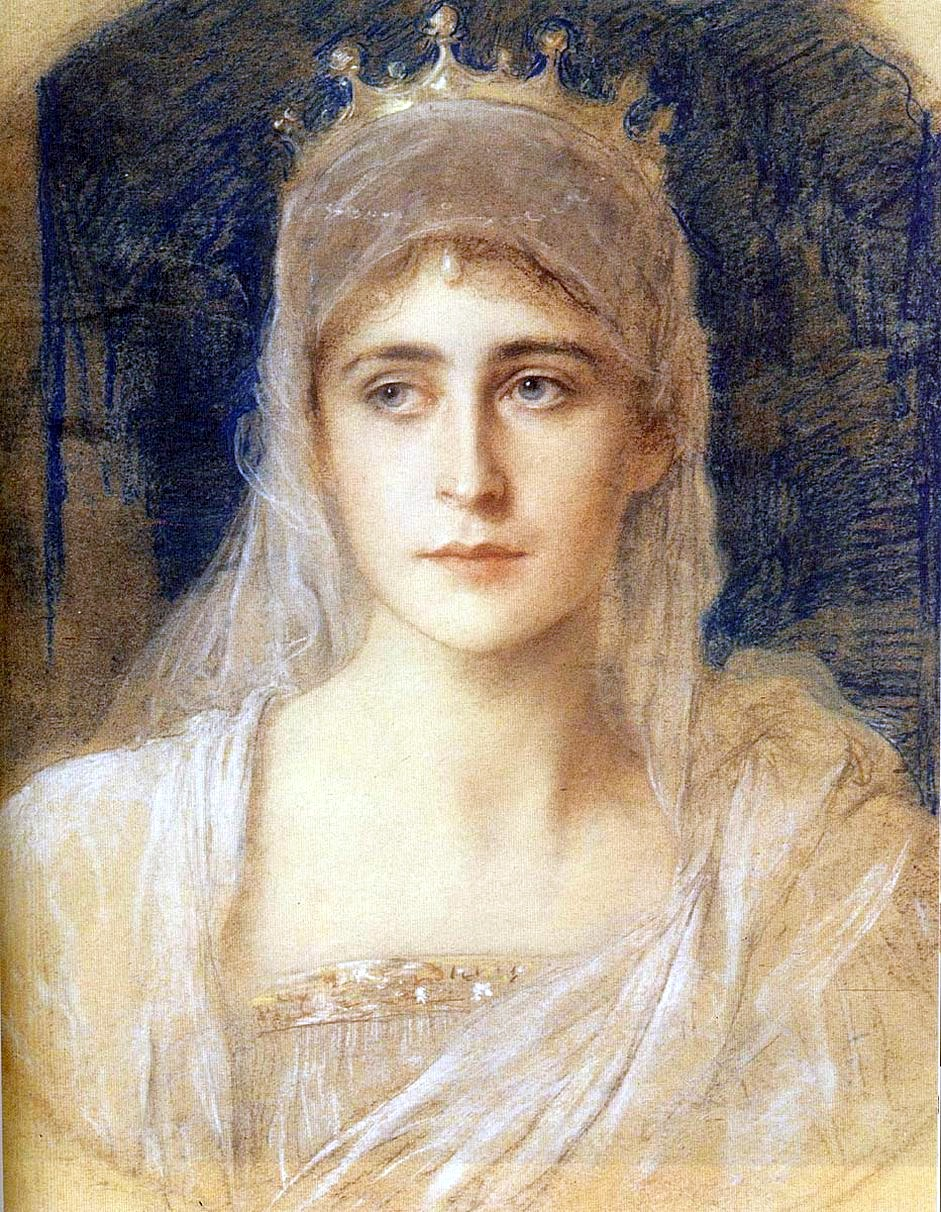
Jelizaveta Fjodorovna nagyhercegné arcképe (Friedrich August von Kaulbach)

1918. július 18-án éjjel, egy nappal a cár és családja kivégzése után a foglyokat alvás közben megkötözték, és autókra pakolták. A rabokat a város közelében lévő bányák egyikéhez vitték. Az őrök itt puskatussal megverték, majd a bányába dobták őket. Hogy áldozataik biztosan meghaljanak, még kézigránátot is robbantottak. A nagyhercegné és társai még napokig éltek a gödör mélyén: állítólag a vérző Jelizaveta Fjodorovna utolsó erejével egy kendővel még bekötötte Ivan herceg fejét. A parasztok napokig szenténekeket hallottak a gödör mélyéről.
1918. szeptember 28-án a fehér seregek bevették Alapajevszk városát abban a reményben, hogy még életben lelik a rabokat. A városlakók elvezették őket a bányákhoz, és a fehér katonák megkezdték a kivégzettek maradványainak összeszedését. A nyomozók és a fehér szakértők a ruháik alapján próbálták azonosítani az áldozatokat. A maradványokat újratemették az alapajevszki templomban, de nyolc hónappal később a fehér seregek feladni kényszerültek Alapajevszket. Irkutszkba vonultak vissza, és magukkal vitték a cári család maradványait is. A fehérek folyamatos hátrálásával a csontok egyre beljebb kerültek a kontinensen, végül egy pekingi orosz templomban temették el őket. 1920-ban Viktória battenbergi hercegné és Milford Haven-i őrgrófné, Jelizaveta Fjodorovna nővére a brit kormány segítségével húga és Varvara nővér maradványait átszállíttatta Jeruzsálembe, ahol a Mária Magdolna templomban helyezték őket örök nyugalomra.

### Kanonizálása

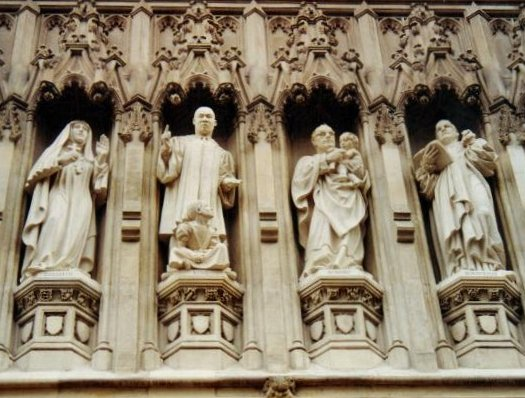
A Westminster-apátság mártírszobrai

1981-ben az Oroszországon kívüli orosz ortodox egyházak kanonizálták Jelizaveta nagyhercegnét és Varvara nővért, mártíroknak ismerték el őket. 1992-ben az orosz ortodox egyház is szentnek és mártírnak nyilvánította a nagyhercegnét, akárcsak Varvara Jakovlevát. A nagyhercegné egyike a 20. század azon mártírjainak, akik szobrot kaptak a londoni Westminster-apátság nagy nyugati ajtaja felett. 2009. június 8-án az orosz legfőbb ügyészség Marija Vlagyimirovna nagyhercegnő kérvényezésére rehabilitálta a nagyhercegnét, minthogy politikai megtorlás áldozatának minősül.
Apácarendjét, a Márta és Mária rendet 1926-ban a kommunista vezetés feloszlatta, a nővéreket Szibériába deportálták. A rend csak a Szovjetunió bukásával alakult újra, és napjainkban is működik, folytatva Jelizaveta Fjodorovna munkáját.